# Helmholtz-rezonancia

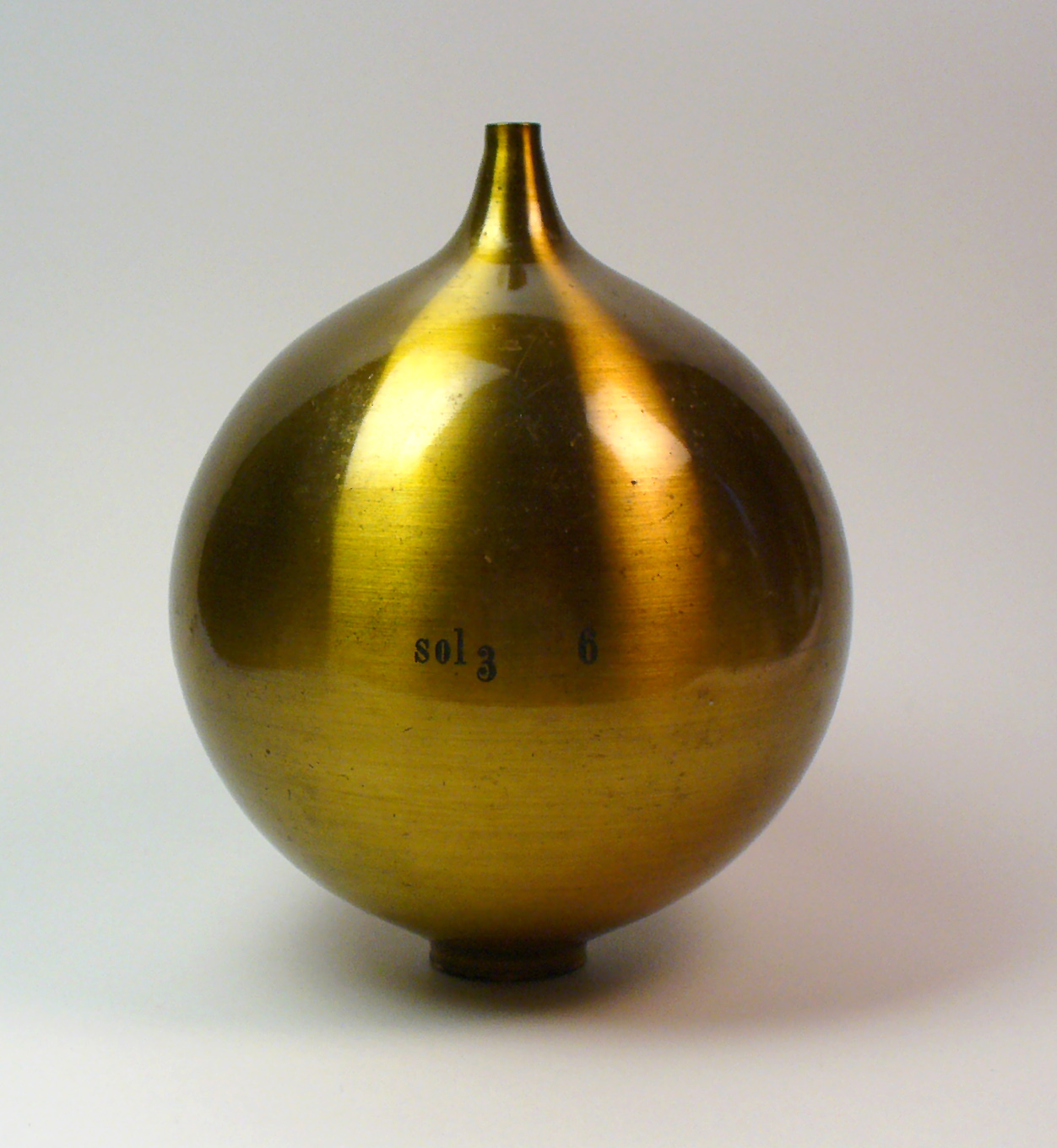
Egy rézből készült, gömb alakú Helmholtz rezonátor 1890-1900 körülről.

A Helmholtz-rezonancia egy fizikai, akusztikai jelenség, mely során egy levegővel töltött üreg rezonanciája figyelhető meg. Ez a jelenség a magyarázata például az üres üvegbe fújáskor hallható hangnak.
Az elnevezés Hermann von Helmholtz nevéből származik, aki az 1850-es években ilyen üregekkel vizsgálta a zenében a bizonyos hangmagasságú (frekvenciájú) hangokat és más akusztikai jelenségeket.

## A jelenség leírása

### A rezonátor
Helmholtz az 1862-es "On the Sensations of Tone" című könyvében utalt egy eljárásra, amivel a komplex zenében egyes frekvenciák elkülönítve vizsgálhatók. Ugyanitt az eljárás megvalósítására alkalmazott, ma Helmholtz-rezonátornak nevezett eszköz leírását is megadta. Ez egy merev falú, ismert térfogatú, közel gomb alakú tartályból áll, melynek egy kisebb, tölcsér alakú nyílása van az egyik oldalán, ezzel átellenben pedig egy nagyobb nyílás található, ahol a vizsgált hangot a rezonátorba juttathatjuk.
A rezonátor az összetett (több frekvenciakomponenst is tartalmazó) hangból egy szűk frekvenciatartományba eső komponenst képes kiválasztani, melyet a tölcsérszerű nyíláson keresztül hallhatunk, míg a többi komponens elenyészik.
Az eszköz tehát egy akusztikai szűrő, mely rezonátor segítségével ideális esetben egy bizonyos frekvenciakomponenst enged át. Reális esetben az áteresztés a rezonáns frekvencia körül egy szűk sávra korlátozódik.
Az áteresztett hangfrekvenciát a rezonátor méretei szabják meg, így többféle frekvencia szüréséhez különféle rezonátorokra van szükség. A rezonátorból készült változtatható méretű is, mely két egymásba tolható hengerből áll, így a méret változtatásával kiválasztható a szűrő középfrekvenciája. A változtatható méretű rezonátorral a különböző frekvenciakomponensek hangereje mérhető meg, így tulajdonképpen spektrális felbontást végezhetünk, mely működésében nagyon hasonló a Fourier-analizátoréhoz.

### A rezonancia kialakulása
Amikor a rezonátort egy külső hangforrással gerjesztjük, a hanghullámok hatására a nagyobb nyíláson át levegő préselődik a rezonátorba, a belső nyomás megemelkedik, magasabb lesz, mint a környezet átlagos nyomása. A gerjesztő hang hullámzása során a külső nyomás esik, így a rezonátorból elkezd kiáramlani a levegő. Mivel a közegnek tehetetlensége van, a kiáramlás nem csupán az egyensúly eléréséig tart, hanem addig, amíg a belső nyomás végül a külső nyomásnál alacsonyabb szinten nem lesz. Ez ismételt beáramlást eredményez.
A belső nyomás ilyen váltakozása a levegő periodikus mozgását idézi elő. Amikor a gerjesztő hang szól, az oszcilláció erősödik, amikor nem szól, fokozatosan gyengül. A hangforrás hatására az üreg belsejében levő levegő kényszerrezgést végez.
A rezonancia fizikai elméletének megfelelően az egy szabadsági fokú rezgő rendszer a rezonanciafrekvenciánál végez maximális oszcillációt, azaz amikor a gerjesztés frekvenciája éppen a rezonátor rezonanciafrekvanciájával esik egybe. Egy sok frekvenciakomponensű hangnál tehát a  rezonátor rezonanciafrekvanciájának megfelelő komponens oszcillációja maximális, a többi frekvenciáé pedig ideális esetben nulla, reális esetben pedig jóval kisebb, mint a rezonanciafrekvanciáé.
Ha a kísérletet végző személy a füléhez tartja a tölcsérnyílást, meghallgathatja, hogy a hangforrásban a kiválasztott frekvenciához tartozó komponensnek mekkora a parciális hangereje.

### Példák
- A tengerparton találhatók olyan kagylóhéjak, melyek Helmholtz-rezonátorként működnek. Ilyen kagylók belsejébe hallgatva hallhatjuk "a tenger hangját", mely valójában a körülöttünk levő zajoknak frekvenciatartományban szűrt változata.
- Üres flakonok szája felett levegőt fújva az üveg belseje rezonátorként viselkedik, egy adott frekvenciájú hang szólal meg, melynek hangmagassága a flakon méreteitől, falának merevségétől függ. Ez esetben az üveg nyaka is része a rezgő rendszernek, mely egy általánosabb leírásban figyelembe vehető. Ha a flakonba folyadékot töltünk, a rezonátor effektív mérete megváltozik, így a kiválasztott frekvencia beállítható.

## Mennyiségi jellemzése

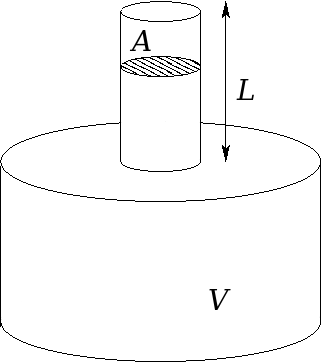
A rezonátor fizikai modellje

A fizikai jellemzéshez a következő modellt tekintsük. Adott merev falú rezonáns üreg, melynek egy nyílása van. A nyílás adott hosszúságú nyakban folytatódik, melyen keresztül kapcsolat létesül a külső levegővel.
Megmutatható, hogy a rezonáns körfrekvencia egy fenti modell szerinti Helmholtz-rezonátor esetén:
{\displaystyle \omega _{H}={\sqrt {\gamma {\frac {A^{2}}{m}}{\frac {P_{0}}{V_{0}}}}}} (rad/s),
ahol:
- {\displaystyle \gamma } (gamma) az adiabatikus kitevő, más néven fajhőviszony, levegőre és más kétatomos gázokra az értéke jellemzően 1.4 (dimenzió nélkül),
- {\displaystyle A} a nagyobb nyílás keresztmetszeti felülete,
- {\displaystyle m} az üreg nyagában található levegő tömege,
- {\displaystyle P_{0}}az üreg egyensúlyi nyomása,
- {\displaystyle V_{0}}az üreg egyensúlyi térfogata.

Hengeres vagy négyszögletes nyak esetén:
{\displaystyle A={\frac {V_{n}}{L_{eq}}}},
ahol:
- {\displaystyle L_{eq}} a nyak korrigált hossza, mely a végződés miatt korrigálva például így adható meg: {\displaystyle L_{eq}=L_{n}+0.3D},, ahol {\displaystyle L_{n}} a nyak tényleges hossza, {\displaystyle D} pedig az áramlástani effektív átmérő,[3]
- {\displaystyle V_{n}} a nyakban levő levegő térfogata.

így:
{\displaystyle \omega _{H}={\sqrt {\gamma {\frac {A}{m}}{\frac {V_{n}}{L_{eq}}}{\frac {P_{0}}{V_{0}}}}}}.
A {\displaystyle {\rho }} sűrűség {\displaystyle {\frac {V_{n}}{m}}={\frac {1}{\rho }}} definíciójából adódóan:
{\displaystyle \omega _{H}={\sqrt {\gamma {\frac {P_{0}}{\rho }}{\frac {A}{V_{0}L_{eq}}}}}} ,
és
{\displaystyle f_{H}={\frac {\omega _{H}}{2\pi }}} ,
ahol: {\displaystyle f_{H}} a rezonáns frekvencia. A gázban a hang terjedési sebessége:
{\displaystyle v={\sqrt {\gamma {\frac {P_{0}}{\rho }}}}} ,
amivel a rezonanciafrekvencia:
{\displaystyle f_{H}={\frac {v}{2\pi }}{\sqrt {\frac {A}{V_{0}L_{eq}}}}}.
A frekvencia azért függ a nyak hosszától, mert a benne levő levegő tehetetlensége függ ettől a hossztól. Az üreg térfogata szabja meg a rezonátor rugóállandóját, így a frekvenciára a rezonátor mérete is hatással van. A nyílás szájának átmérője két okból hat a frekvenciára: egyrészt nagyobb átmérőjű nyak növeli a benne levő levegő tehetetlenségét, eközben csökkenti a ki- és beáramló levegő sebességét is.

## Fordítás
Ez a szócikk részben vagy egészben  a   Helmholtz resonance című angol Wikipédia-szócikk ezen változatának fordításán alapul.  Az eredeti cikk szerkesztőit annak laptörténete sorolja fel. Ez a jelzés csupán a megfogalmazás eredetét és a szerzői jogokat jelzi, nem szolgál a cikkben szereplő információk forrásmegjelöléseként.